# Ronconieri
Il ronconiere in epoca medievale era un'unità di fanteria armata con un roncone, una specie di falcetto che i contadini utilizzavano per tagliare i rami alti degli alberi.
Un ronconiere esperto poteva trafiggere e trascinare a terra un soldato nemico, sia che esso fosse a piedi, sia che esso fosse a cavallo, quindi erano un'unità di fanteria molto versatile. I ronconieri venivano spesso usati in combinazione con i picchieri e i pavesari (coloro che portavano uno scudo pavese per fornire protezione a picchieri e balestrieri).